# Penestola simplicialis
Penestola simplicialis is een vlinder uit de familie van de grasmotten (Crambidae), uit de onderfamilie van de Spilomelinae. De wetenschappelijke naam van deze soort is voor het eerst voorgesteld als Piletocera simplicialis door William Barnes en James Halliday McDunnough in een publicatie uit 1913.
De soort komt voor in Florida en Cuba.